# 罗通达 (1933年)
罗通达（1933年4月—），原名洛桑达娃，男，藏族，四川雅江人，中华人民共和国政治人物，曾任四川省人民政府副省长，四川省人大常委会副主任。